# Horizon Park Race
La Horizon Park Race es una competición ciclista profesional ucraniana que agrupa varias carreras de un solo día en un solo nombre, que se disputan en Kiev y sus alrededores a finales del mes de mayo o inicios del mes de junio.
Las carreras que conforman el Horizon Park Race son las pruebas masculinas Horizon Park Race for Peace, Horizon Park Race Maidan y Horizon Park Classic y las pruebas femeninas Horizon Park Women Challenge y la VR Women ITT, que es una prueba contrarreloj.
Desde su creación las carreras masculinas están integradas en el UCI Europe Tour, dentro de la categoría 1.2 (última categoría del profesionalismo).

## Palmarés

### Horizon Park Race for Peace
| Año                         | Ganador            | Segundo              | Tercero             |
| --------------------------- | ------------------ | -------------------- | ------------------- |
| Race Horizon Park 1         |                    |                      |                     |
| 2012                        | Vitali Popkov      | Oleksandr Martynenko | Nikita Umerbekov    |
| 2013                        | Denys Kostiuk      | Oleksandr Sheydyk    | Mykhailo Kononenko  |
| 2014                        | Vitaliy Buts       | Błażej Janiaczyk     | Reinier Honig       |
| Horizon Park Race for Peace |                    |                      |                     |
| 2015                        | Serhi Lahkuti      | Denys Kostiuk        | Anatoliy Pakhtusov  |
| 2016                        | Vitaliy Buts       | Jacek Morajko        | Samir Jabrayilov    |
| 2017                        | Mykhailo Kononenko | Jakob Frandsen       | Nikita Sokolov      |
| 2018                        | Frederik Muff      | Yehor Dementyev      | Vladzislau Dubovski |
| 2019                        | Yauhen Sobal       | Anatoliy Budyak      | Yehor Dementyev     |

### Horizon Park Race Maidan
| Año                                                  | Ganador                | Segundo            | Tercero            |
| ---------------------------------------------------- | ---------------------- | ------------------ | ------------------ |
| Race Horizon Park 2                                  |                        |                    |                    |
| 2013                                                 | Mykhailo Kononenko     | Branislau Samoilau | Oleksandr Kvachuk  |
| 2014                                                 | Mykhailo Kononenko     | Leszek Pluciński   | Sergiy Grechyn     |
| Horizon Park Race Maidan                             |                        |                    |                    |
| 2015                                                 | Oleksandr Polivoda     | Siarhei Papok      | Mykhailo Kononenko |
| 2016 edición no realizada por problemas de seguridad |                        |                    |                    |
| 2017                                                 | Rasmus Esmann Ginnerup | Grzegorz Stępniak  | Dzmitry Zhyhunou   |
| 2018                                                 | Branislau Samoilau     | Wojciech Sykała    | Ilya Klepikov      |
| 2019                                                 | Uladzislau Tsimoshyk   | Vitaliy Buts       | Stanislau Bazhkou  |

### Horizon Park Classic
| Año                  | Ganador            | Segundo           | Tercero              |
| -------------------- | ------------------ | ----------------- | -------------------- |
| Race Horizon Park 3  |                    |                   |                      |
| 2014                 | Denys Kostiuk      | Błażej Janiaczyk  | Oleksandr Polivoda   |
| Horizon Park Classic |                    |                   |                      |
| 2015                 | Mykhailo Kononenko | Vitaliy Buts      | Aleksandr Kuschynski |
| 2016                 | Mykhailo Kononenko | Marek Rutkiewicz  | Andrea Pasqualon     |
| 2017                 | Oleksandr Prevar   | Yehor Dementyev   | Serhi Lahkuti        |
| 2018                 | Branislau Samoilau | Volodymyr Dzhus   | Rasmus Hestbek Lund  |
| 2019                 | Andriy Vasylyuk    | Stanislau Bazhkou | Oleksii Kasianov     |

## Palmarés por países
| País        | Victorias |
| ----------- | --------- |
| Ucrania     | 6         |
| Dinamarca   | 1         |
| Bielorrusia | 1         |

| País        | Victorias |
| ----------- | --------- |
| Ucrania     | 3         |
| Bielorrusia | 2         |
| Dinamarca   | 1         |

| País        | Victorias |
| ----------- | --------- |
| Ucrania     | 5         |
| Bielorrusia | 1         |